# Ramón Larroca
Ramón Larroca y Pascual (1847 - 4 de junio de 1919) fue un político español.

## Biografía
Nombrado inspector general de Primer Enseñanza por orden de 21 de octubre de 1889 y doctor en Ciencias, fundó junto a Eduardo Lozano y Ponce de León, la Sociedad Española Protectora de la Ciencia en 1893. Ejerció de gobernador civil de Barcelona en tres períodos diferentes: entre el 24 de diciembre de 1891 y el 9 de abril de 1895, entre el 21 de octubre de 1897 y el 11 de marzo de 1899 y entre el 14 de marzo y el 14 de agosto de 1901. Dimitió de su puesto en agosto de 1901, dimisión que se aceptó con fecha 8 de agosrto de 1901.

### Atentado
Durante su primer mandato, el 25 de enero de 1894, fue víctima de un atentado terrorista por parte del anarquista Ramón Murull, sufriendo algunas heridas menores.
Falleció en Algete o en Madrid, el 4 de junio de 1919.